# 貓腥草
貓腥草（学名：Praxelis clematidea）又名假臭草，为菊科貓腥菊屬下的一个种。